# Koldo Álvarez
Jesús Luis Álvarez de Eulate (né le 4 septembre 1970 à Vitoria-Gasteiz en Espagne), plus communément connu sous le nom de Koldo, est un footballeur international andorran évoluant au poste de gardien de but, qui devient par la suite entraîneur de football.

## Biographie
En novembre 2003, lors de la célébration du jubilé de l'UEFA, il est nommé Joueur en or d'Andorre par la Fédération d'Andorre de football.
Après la défaite de l'Andorre face à l'Angleterre 6 buts à 0 au Wembley Stadium, en éliminatoires de la Coupe du monde en juin 2009, Koldo prend sa retraite internationale.
Il est nommé en 2010 sélectionneur de l'équipe d'Andorre de football.